# Mistrzostwa Europy w Szermierce 2023
Mistrzostwa Europy w Szermierce 2023 – 36. edycja zawodów tego cyklu, która odbyła się w dniach 16-18 czerwca 2023 roku w hali Kołodrum bułgarskim Płowdiwie. Z uwagi na rozgrywane w podobnym terminie igrzyska europejskie w Krakowie rozegrano tylko konkurencje indywidualne.

## Klasyfikacja medalowa
| Lp. | Państwo | złoto | srebro | brąz | Razem |
| --- | ------- | ----- | ------ | ---- | ----- |
| 1   | Włochy  | 3     | 3      | 4    | 10    |
| 2   | Francja | 2     | 2      | 3    | 7     |
| 3   | Gruzja  | 1     | 0      | 0    | 1     |
| 4   | Węgry   | 0     | 1      | 0    | 1     |
| 5   | Estonia | 0     | 0      | 1    | 1     |
| 5   | Grecja  | 0     | 0      | 1    | 1     |
| 5   | Niemcy  | 0     | 0      | 1    | 1     |
| 5   | Polska  | 0     | 0      | 1    | 1     |
| 5   | Turcja  | 0     | 0      | 1    | 1     |

## Medaliści

### Mężczyźni
| Złoto            | Srebro           | Brąz                               | Źródło |
| Floret           |                  |                                    |        |
| Filippo Macchi   | Enzo Lefort      | Guillaume Bianchi Rafaël Savin     | [ 1 ]  |
| Szpada           |                  |                                    |        |
| Davide Di Veroli | Federico Vismara | Mateusz Antkiewicz Marco Brinkmann | [ 2 ]  |
| Szabla           |                  |                                    |        |
| Sandro Bazadze   | András Szatmári  | Sébastien Patrice Enver Yıldırım   | [ 3 ]  |

### Kobiety
| Złoto                 | Srebro            | Brąz                            | Źródło |
| Floret                |                   |                                 |        |
| Martina Batini        | Martina Favaretto | Francesca Palumbo Alice Volpi   | [ 4 ]  |
| Szpada                |                   |                                 |        |
| Alexandra Louis-Marie | Mara Navarria     | Nelli Differt Auriane Mallo     | [ 5 ]  |
| Szabla                |                   |                                 |        |
| Manon Apithy-Brunet   | Sara Balzer       | Teodora Gundura Martina Criscio | [ 6 ]  |